# Neck
Neck – miasto w Holandii, w prowincji Holandia Północna, w gminie Wormerland.